# Robin Lindsay
Frederick Robert Lindsay, detto Robin (Delhi, 11 gennaio 1914 – 6 aprile 2011), è stato un hockeista su prato britannico.

## Palmarès
- Giochi olimpici

Londra 1948: argento.